# Melchor de Mencos y Barón de Berrieza
Melchor de Mencos y Barón de Berrieza (Santiago de Guatemala 3 de enero de 1715 - Nueva Guatemala de la Asunción 19 de noviembre de 1787) fue un coronel que obtuvo varias victorias contra las tropas inglesas que invadieron el norte de la actual Guatemala (en 1753 y 1754), y que ocupó el cargo de alcalde Mayor de San Salvador (de 1774 a 1777).

## Biografía
Melchor de Mencos y Barón de Berrieza nació en la ciudad de Santiago de Guatemala el 3 de enero de 1715; siendo hijo de José Bernardo Mencos y Coronado, y de Lugarda Barón de Berrieza; fue bautizado el 8 de enero de ese año. 
Se dedicaría a la carrera de las armas, y en 1749 se lo comisionaría para que detuviese a los maleantes que merodeaban el territorio de la alcaldía mayor de Escuintla y Guazacapán.
En el año de 1753, fue designado como sargento mayor de las milicias de Santiago, para combatir a las tropas inglesas que habían invadido el norte de la actual Guatemala. Alcanzando una primera victoria en Izabal; luego, en 1754, recuperaría el castillo de San Felipe de Lara; y posteriormente, en la costa atlántica, capturaría cuatro bergantines, y los desalojaría de la zona de los ríos Nuevo y Hondo; para finalmente obtener la victoria definitiva al tomar el fuerte de San Felipe de Bacalar. En reconocimiento a eso, el 30 de abril de 1960, se bautizaría como ciudad Melchor de Mencos, a la población resultante de la unión de las localidades de Fallabón y Plancha de Piedra.
El 8 de diciembre de 1760 contraería primeras nupcias con María Josefa González Batres y Arribillaga (1725-1805) con quien tuvo cuatro hijos (Mariano, Manuel María, José María y Antonio María). Después, en segundas nupcias, contraería matrimonio con María Azmitia y Solís con la que tuvo una hija (María).
El 16 de noviembre de 1766 sería designado como maestre de campo de las milicias de caballería e infantería de la ciudad de Santiago; y más adelante, obtendría el rango de coronel.
El 22 de septiembre de 1774 el presidente-gobernador y capitán general de Guatemala Martín de Mayorga y Ferrer, lo nombró como alcalde mayor de San Salvador, otorgándole el sueldo que tenía como coronel del ejército (827 pesos, más que los 500 que se daban generalmente); siendo juramentado el 17 de octubre de ese mismo año, en el establecimiento de la Ermita (donde tenía su sede provisional la Real Audiencia de Guatemala, luego del terremoto de 1773 que destruyó la ciudad de Santiago), y recibiendo a su vez el título de teniente de capitán general de esa provincia; tomando posesión poco tiempo después.
Ejercería el cargo de alcalde mayor hasta el año de 1777; debido a estar enfermo no pudo asistir a su juicio de residencia (que se hacía a todos los alcaldes mayores y sus funcionarios, después de terminar su mandato), por lo que nombró a Mariano de Nájera como su apoderado. Se asentaría en la ciudad de la  Nueva Guatemala de la Asunción; donde testaría ante el escríbano José Sánchez de León el 28 de junio de 1787; falleciendo el 19 de noviembre de ese año.